# Tập đoàn tài chính Phú Bang
Tập đoàn Tài chính Phú Bang, tên giao dịch tiếng Anh: Fubon Financial Holding Co., Ltd. (tiếng Trung: 富邦金融控股股份有限公司（富邦金控)) LSE:FBND) là một công ty đa quốc gia của Đài Loan, bao gồm nhiều công ty con, hoạt động chủ yếu trong lĩnh vực tài chính.